# Nekton
Nekton je skupina vodnih organizmov, ki imajo dobro razvite plavalne organe in sposobnost aktivnega plavanja. Nekton sestavljajo živali (konzumenti oz. porabniki z različnih prehranjevalnih ravni) in so ekološko odvisni od rastlin (proizvajalcev). Med nekton spadajo raki, ribe, želve, sesalci (kiti, tjulnji) in mehkužci (hobotnice, sipe).
Izraz je skoval nemški biolog Ernst Haeckel iz grške besede νηκτόν - plavanje. Njegovo nasprotje je plankton, ki označuje skupino organizmov, ki so pasivni plavalci, večjidel odvisni od vodnih tokov.